# EPrix de Punta del Este
Le ePrix de Punta del Este est une épreuve comptant pour le championnat du monde de Formule E. Elle a eu lieu pour la première fois le 13 décembre 2014 sur le circuit urbain de Punta del Este en Uruguay.
Après une deuxième participation le 19 décembre 2015 dans le cadre du Championnat de Formule E FIA 2015-2016, la compétition n'a pas eu lieu la saison suivante.
Le circuit urbain de Punta del Este fait son retour dans la compétition le 17 mars 2018 pour le Championnat de Formule E FIA 2017-2018.

## Historique
Pour la première fois en décembre 2014, la Formule E se rend en Amérique du Sud. Les deux ePrix de Punta del Este sont remportés par le suisse Sébastien Buemi. 
La course disparait du calendrier en 2016. Après deux ans d’absence, elle réapparaît en 2018.

## Le circuit
Le ePrix de Punta del Este est disputé sur le circuit urbain de Punta del Este, d'une longueur de 2,785 kilomètres. Courue au bord de l'océan Atlantique, la course est relativement perturbée par le vent et le sable.

## Palmarès
| Année | Vainqueur        | Écurie         | Circuit                          | Résultats | Date             |
| ----- | ---------------- | -------------- | -------------------------------- | --------- | ---------------- |
| 2014  | Sébastien Buemi  | e.dams-Renault | Circuit urbain de Punta del Este | Résumé    | 13 décembre 2014 |
| 2015  | Sébastien Buemi  | Renault e.Dams | Circuit urbain de Punta del Este | Résumé    | 19 décembre 2015 |
| 2018  | Jean-Éric Vergne | Techeetah      | Circuit urbain de Punta del Este | Résumé    | 17 mars 2018     |